# 若田栄吉
若田 栄吉（わかた えいきち、嘉永4年1月2日（1851年2月2日） - 大正8年（1919年）6月18日）は箱館新選組壱分隊隊士。
旧幕臣で、若田重三郎の三男。戊辰戦争が始まってからの入隊。第五の役箱館戦争に参戦。弁天台場で降伏。薬王院に収容される。
大正8年6月18日に死去。享年69。